# Komunitní rada Brooklynu 17
Komunitní rada Brooklynu 17 (Brooklyn Community Board 17) je komunitní rada v Brooklynu v New Yorku.
Zahrnuje části East Flatbush, Remsen Village, Farragut, Rugby, Erasmus a Ditmas Village. Ohraničuje ji na západě East 32nd street, Glenwood street, Nostrand Avenue, Foster Avenue a Bedford Avenue, na severu Clarkson Avenue, Utica avenue a East New York Avenue, na východě East 98TH street a na jihu Long Island Rail Road. Předsedou je Michael Russell a správcem Sherif Fraser.
Má rozlohu 3,4 km² a v roce 2000 zde žilo 165 753 obyvatel.